# Карагински
Остров Карагѝнски (на руски: Остров Карагинский) е остров в едноименния залив на Берингово море, край източните брегове на полуостров Камчатка. Влиза в състава на Камчатски край на Русия.
На запад протокът Литке го отделя от континента. Дължина от североизток (нос Голенишчев) на югозапад (нос Крашенинников) 101 km, ширина до 27 km. Площ 2404 km2. Максимална височина връх Високая 912 m, разположен в централната му част. Бреговете му на запад са ниски, а на изток стръмни, голяма част скалисти. Покрит с тундрова растителност и петна от кедров клек. Няма постоянни населени места.
Остров Карагински е открит, за първи път описан и грубо картиран през 1728 г. от експедицията на датския мореплавател на руска служба Витус Беринг. През 1828 г. руският околосветски мореплавател Фьодор Литке извършва първите научни изследвания на острова, прави му подробно описание и точно топографско заснемане.. Своето име, както и залива в който се намира получава в чест на близкото село Карага, разположено в устието на река Карага на брега на континента срещу острова. В края на ХVІІІ в. на острова пристигат бракониери, които се занимават с улов на китове, но в края на ХІХ в. китобоя е в упадък и забравят за острова. От 1960-те до 1990-те години на острова има гранична съветска застава. От 1994 г. е включен в районите попадащи под охраната на Рамсарската конвенция и е регионален природен резерват.